# Gare Almaty-2
La Gare Almaty-2 (russe : железнодорожный вокзал Алматы-2) est l'une des deux grandes gares ferroviaires de la ville d'Almaty au Kazakhstan.

## Service des voyageurs

### Desserte
Elle est exploitée par la Société nationale des chemins de fer du Kazakhstan.
Avec 2 500 à 4 000 passagers par jour, c'est l'une des plus fréquentées du Kazakhstan.

## Galerie de photographies

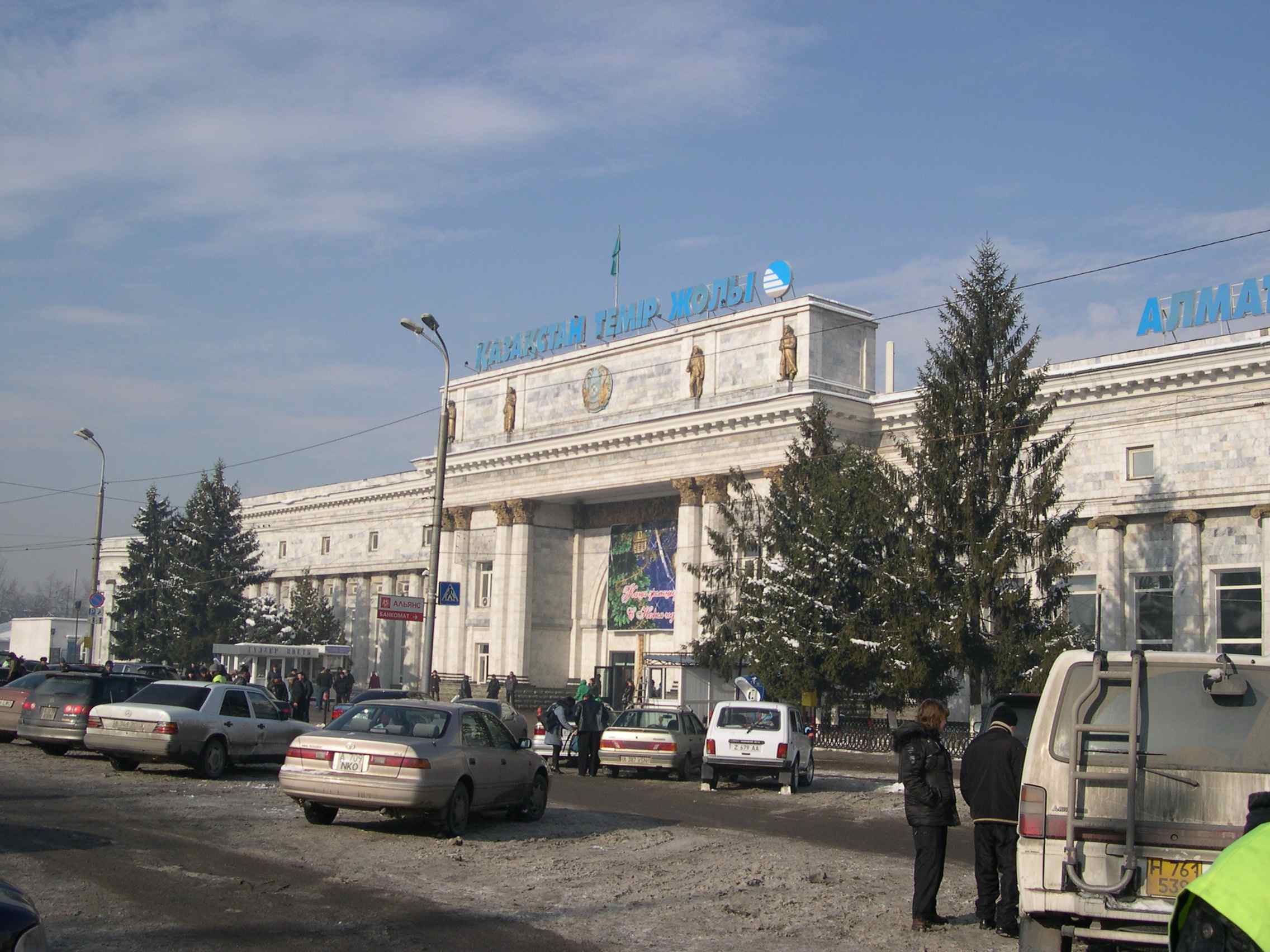
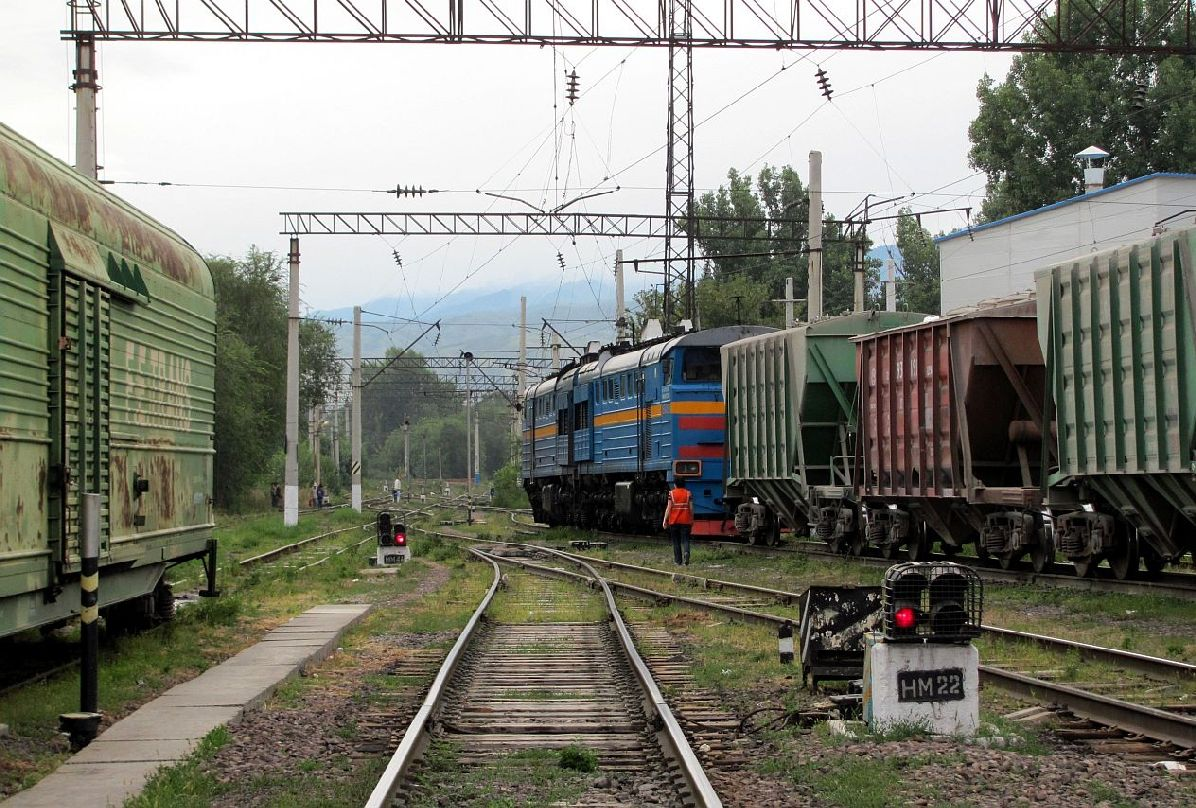
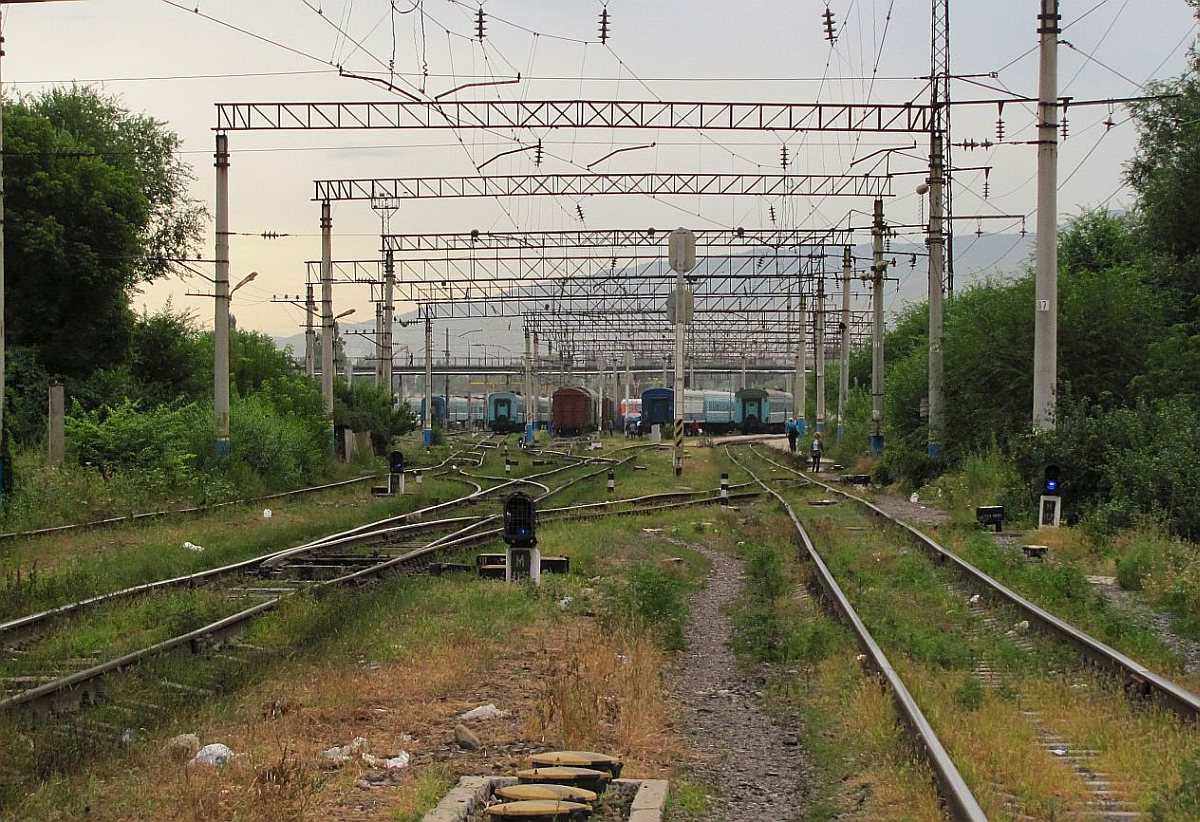